# Rugby-Bundesliga 2008/09
Die Rugby-Bundesliga 2008/09 ist die 38. ihrer Geschichte. Neun Mannschaften spielen um die deutsche Meisterschaft im Rugby. Der Meister wird in Play-off-Spielen zwischen den vier bestplatzierten Mannschaften nach der regulären Spielzeit ermittelt. Meister wurde der Titelverteidiger SC Frankfurt 1880. Absteigen muss der DRC Hannover, der auf das Play-down gegen den RK 03 Berlin verzichtete.

## Tabelle
M = Meister

A = Aufsteiger
|    | Verein                | Spiele | Siege | Unent. | Nied. | Spiel- punkte | Bonus- punkte | Tabellen- punkte |
| -- | --------------------- | ------ | ----- | ------ | ----- | ------------- | ------------- | ---------------- |
| 1. | SC Frankfurt 1880 (M) | 16     | 14    | 0      | 2     | 693:227       | 14            | 70               |
| 2. | Heidelberger RK       | 16     | 12    | 0      | 4     | 464:212       | 8             | 56               |
| 3. | SC Neuenheim          | 16     | 10    | 0      | 6     | 423:287       | 9             | 49               |
| 4. | Berliner Rugby Club   | 16     | 10    | 0      | 6     | 441:328       | 8             | 48               |
| 5. | RG Heidelberg         | 16     | 10    | 0      | 6     | 323:281       | 6             | 46               |
| 6. | TSV Handschuhsheim    | 16     | 9     | 0      | 7     | 521:377       | 10            | 46               |
| 7. | RK Heusenstamm        | 16     | 5     | 0      | 10    | 336:515       | 9             | 29               |
| 8. | RK 03 Berlin (A)      | 16     | 2     | 0      | 14    | 195:688       | 3             | 11               |
| 9. | DRC Hannover          | 16     | 0     | 0      | 16    | 176:657       | 0             | 0                |

## Halbfinale
| Datum        | Ort               | Begegnung                       | Ergebnis |
| ------------ | ----------------- | ------------------------------- | -------- |
| 16. Mai 2009 | Frankfurt am Main | SC Frankfurt 1880 – Berliner RC | 36:15    |
| 16. Mai 2009 | Heidelberg        | Heidelberger RK – SC Neuenheim  | 19:14    |

## Finale
| Datum        | Ort               | Begegnung                           | Ergebnis |
| ------------ | ----------------- | ----------------------------------- | -------- |
| 23. Mai 2009 | Frankfurt am Main | SC Frankfurt 1880 – Heidelberger RK | 11:8     |